# Robert Martin (scrittore)
Robert Martin (Chula, 16 ottobre 1908 – Tiffin, 1º febbraio 1976) è stato uno scrittore statunitense di libri gialli, che ha anche pubblicato sotto lo pseudonimo Lee Roberts.

## Opere

### Scritti come Lee Roberts
- 1952, Little sister
- 1955, La donna del mistero, (The pale door, stampato nel 1962 nella collana Giallissimo con il numero 9).
- 1955, L'altra sponda, (The Echoing Shore, stampato nel 1958 nella collana Il Giallo Mondadori con il numero 493).
- 1956, Vili e dannati, (Judas journey, stampato nel 1957 nella collana Il Giallo Mondadori con il numero 450).
- 1957, Once a widow

Serie Clinton Shannon
- 1957, The case of the missing lovers
- 1959, Un delitto quasi perfetto, (If the shoe fits, stampato nel 1961 nella collana I Gialli Segreti con il numero 35).
- 1960, Gli sbirri ammazzano facile, (Death of a ladies'man, stampato nel 1964 nella collana I Neri Mondadori con il numero 8).
- 1964, Suspicion

### Scritti come Robert Martin
Serie Jim Bennett
- 1951, La notte si addice a Marianna, (Dark dream, stampato nel 1952 nella collana Il Giallo Mondadori con il numero 174).
- 1953, Alibi in giostra, (Sleep, my love, stampato nel 1955 nella collana Il Giallo Mondadori con il numero 316).
- 1954, Fucili puntati, (Tears for the bride, stampato nel 1957 nella collana Il Giallo Mondadori con il numero 418).
- 1954, Un nome sulle labbra, (The widow and the web, stampato nel 1957 nella collana Il Giallo Mondadori con il numero 423).
- 1955, Vittima contesa, (Juste a corpse at twilight, stampato nel 1956 nella collana Il Giallo Mondadori con il numero 413).
- 1956, Ah,quel Jim Bennett!, (Cath a killer, stampato nel 1959 nella collana Gialli Giumar serie nera con il numero 25).
- 1957, A denti stretti, (Hand-picked for murder, stampato nel 1958 nella collana Il Giallo Mondadori con il numero 486).
- 1958, L'ago nel pagliaio, (Killer amoung us, stampato nel 1960 nella collana Il Giallo Mondadori con il numero 595).
- 1959, 38 chiama 38, (A key to the morgue, stampato nel 1960 nella collana Gialloromanzo Athena con il numero 3).
- 1962, Tomba in prestito, (A coffin for two, stampato nel 1964 nella collana Il Giallo Mondadori con il numero 796).
- 1962, Io, lei e il delitto, (She, me and murder, stampato nel 1963 nella collana Il Giallo Mondadori con il numero 753).
- 1966, Cinquemila dollari di taglia, (Bargain for death, stampato nel 1966 nella collana Il Giallo Mondadori con il numero 895).
- 1971, A Friend of the Family, inedito anche negli USA